# Береговая (Курганская область)
Береговая — деревня в Карачельском сельсовете в Шумихинском районе Курганской области России.

## География
Расположена у реки Миасс. Проселочная дорога.

## История
До 1917 года входила в состав Карачельской волости Челябинского уезда Оренбургской губернии. По данным на 1926 год состояла из 210 хозяйств. В административном отношении входила в состав Карачельского сельсовета Шумихинского района Челябинского округа Уральской области.

## Население
| 1989 | 2002 | 2010 |
| ---- | ---- | ---- |
| 41   | ↘22  | ↘12  |

По данным переписи 1926 года в деревне проживало 962 человека (448 мужчин и 514 женщин), в том числе: русские составляли 100 % населения.